# Charmant Som
Vous lisez un « bon article » labellisé en 2014.
Pour les articles homonymes, voir Som.
Le Charmant Som est un sommet du département français de l'Isère culminant à 1 867 mètres d'altitude dans le massif de la Chartreuse, dans les Alpes. Il est constitué de calcaires mais possède un relief moins marqué que les sommets environnants, ce qui lui vaut d'être couvert de prairies d'alpage à l'origine de son nom. Celles-ci sont occupées et entretenues par des bergers depuis le Moyen Âge. Elles sont accessibles par une route construite durant l'entre-deux-guerres depuis le col de Porte jusqu'à 200 mètres sous la cime principale. La route aboutit à deux bâtiments servant à la fois d'auberge, de chalet et de fromagerie.
La montagne fait partie du parc naturel régional de Chartreuse, d'une zone naturelle d'intérêt écologique, faunistique et floristique et d'une zone Natura 2000. Ces aires protégées sont destinées à préserver la biodiversité. Elles permettent toutefois la pratique de la randonnée pédestre, de la spéléologie qui s'est développée à partir des années 1960 puis du ski dès la fin des années 1970, du cyclisme, de l'escalade et du parapente.

## Toponymie
Ce toponyme à valeur topographique désignant une montagne est un oronyme. 
Il est attesté sous les formes Charmencson en 1357, Charmenson en 1540, Chalmenson est mentionné dans les Titres de la Grande Chartreuse au XVIIe siècle, Charmanson en 1700 (Réformation des forêts, II) et 1725 (nouveaux Titres de la Grande Chartreuse),, Charmant Som sur la carte de Cassini au XVIIIe siècle,.
Le nom Charmant Som représente l'altération d'un type Chalmenson, composé du latin summus « point le plus haut » (> som[me] + -et > « sommet ») associé au prélatin calmis (peut-être gaulois) et qui signifie « pâturage en montagne, au-dessus de la limite des forêts, sommet engazonné, souvent d'accès difficile et de végétation maigre »,,, d'où les mots régionaux chalm, chaume « hauteur dénudée, pâturage » ; charme « pâturage des sommets, terre inculte ». En revanche, l'étymologie du mot « chaume », dans « toit de chaume » est différente : elle s'explique par le latin classique calamus « roseau ».

## Géographie

### Situation

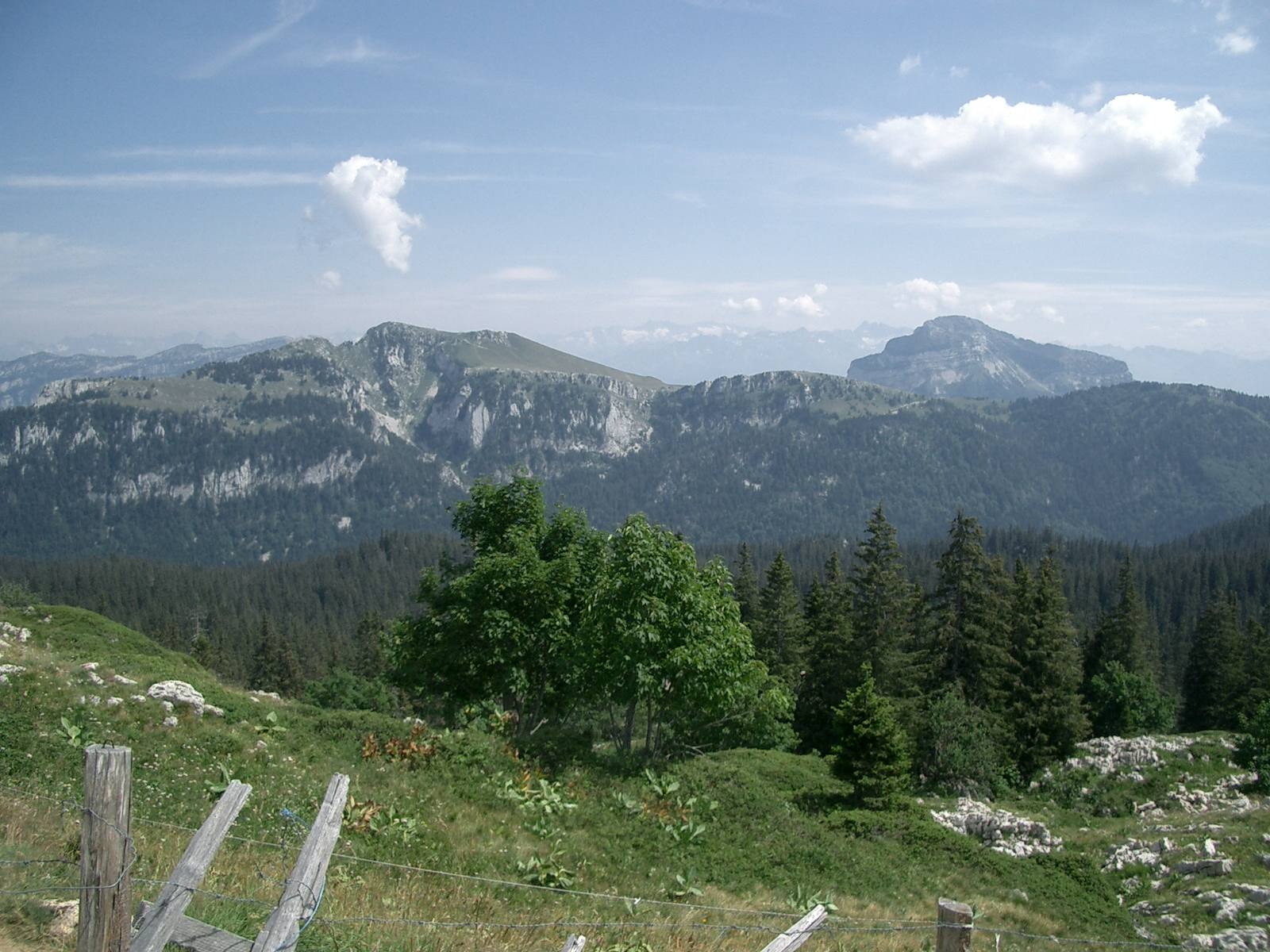
Vue du Charmant Som et de Chamechaude (à droite) depuis le col de la Grande Vache à l'ouest.

Le Charmant Som est situé dans le Sud-Est de la France, dans la région Auvergne-Rhône-Alpes et le département de l'Isère, sur le territoire de la commune de Saint-Pierre-de-Chartreuse. Il se trouve à une quinzaine de kilomètres au nord de Grenoble et à près de cent kilomètres au sud-est de Lyon. Il fait partie du massif préalpin de la Chartreuse.
Il est entouré par la Grande Sure (1 920 m) à l'ouest, la Pinéa (1 771 m) sur la même ligne de crêtes au sud-ouest, Chamechaude qui est le point culminant du massif de la Chartreuse (2 082 m) au sud-est, le roc d'Arguille à l'est (1 768 m) et le Grand Som (2 026 m) au nord-est.

### Topographie
Le sommet s'élève à 1 867 mètres d'altitude. À ses pieds se trouvent le col de la Charmette (1 261 m) à l'ouest, le col de Porte (1 326 m) au sud et les gorges du Guiers Mort au nord.

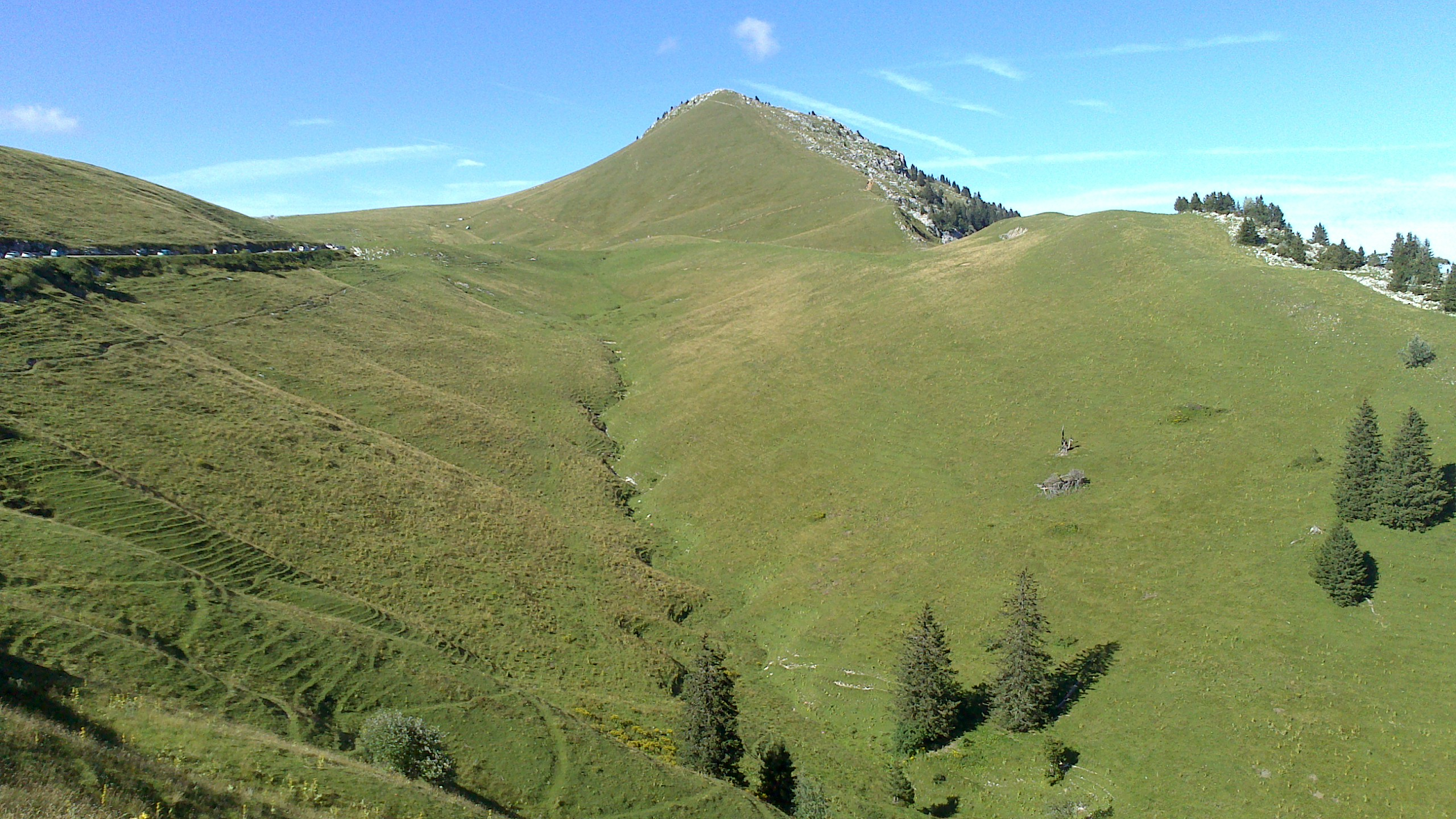
Vue des alpages et de l'antécime méridionale du Charmant Som depuis le sud.

Le Charmant Som se présente comme un « Y ». La jonction de ses trois branches est constituée par un dôme rocheux coupé au nord par des falaises qui forment le Promontoire. La crête de Chamechine au nord-ouest abrite la combe de l'If. Au nord-est se trouve l'arête de Bérard. La branche méridionale, dite de Canaple, a une pente plus douce et abrite des alpages où mène la route départementale D57d au départ du col de Porte.

### Géologie

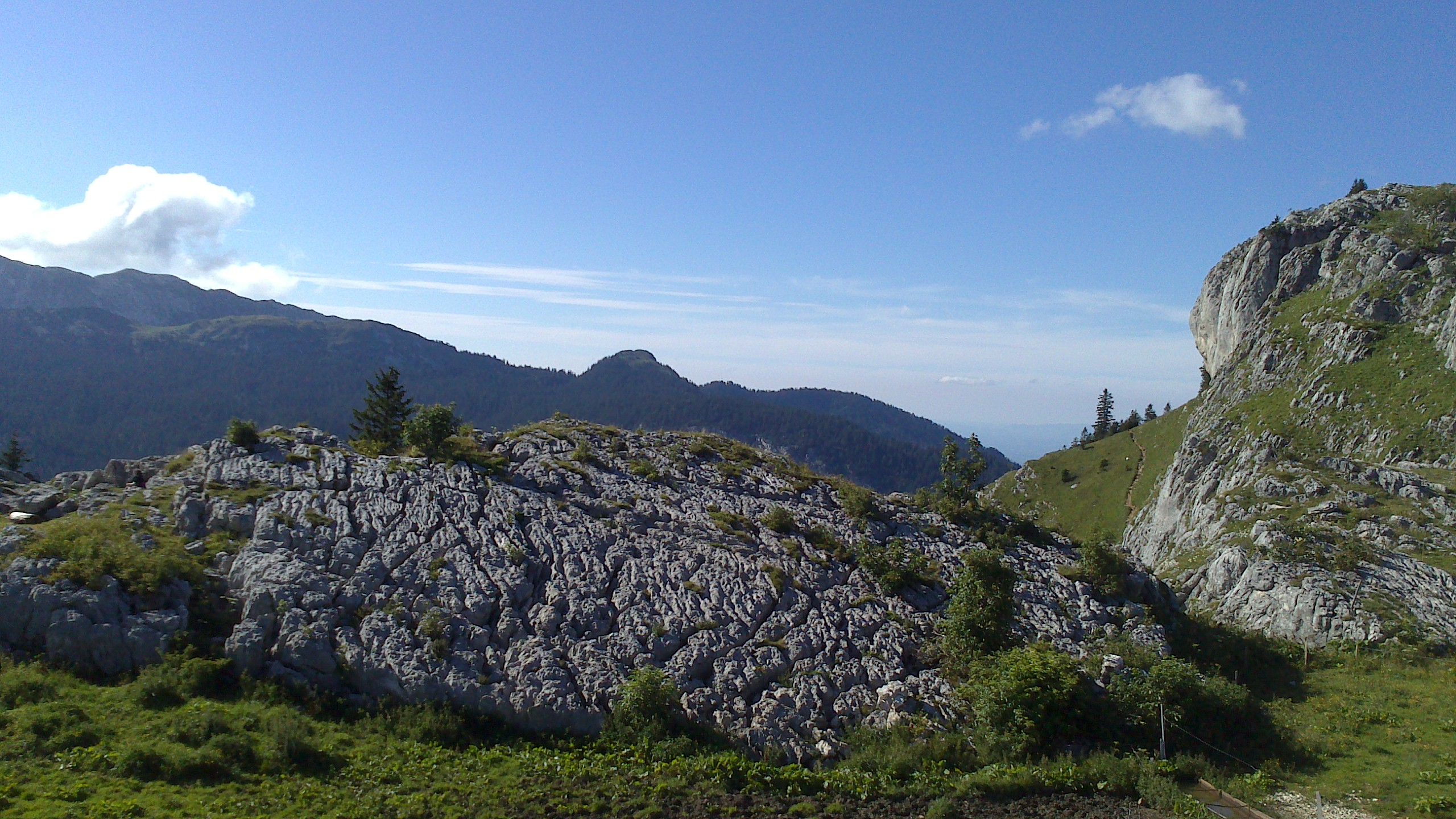
Karstification du calcaire urgonien à l'arrière de la fromagerie.

Contrairement à la plupart des sommets de la Chartreuse, le Charmant Som n'est pas un crêt acéré mais un mont arrondi formé par l'anticlinal médian du massif. Les trois crêtes et le sommet sont constitués de calcaire urgonien. Près des chalets au sud du sommet, dans le pendage, l'Urgonien est recouvert par des reliquats de Sénonien. Au nord, dans le pli anticlinal entre la crête de Chamechine et l'arête de Bérard, l'érosion a au contraire mis au jour des couches plus anciennes : le Hauterivien, puis les calcaires du Fontanil, les rocheuses marneuses du Berriasien jusqu'au calcaire tithonique,.

### Climat
Le massif de la Chartreuse est soumis à un climat océanique montagnard. Il agit comme une barrière face aux vents dominants d'ouest venant de l'océan Atlantique et reçoit ainsi une grande quantité de précipitations, avec un pic au début du printemps et un autre au début de l'automne. Un tiers de ces précipitations se produit sous forme de neige. De ce fait, l'épaisseur du manteau neigeux au col de Porte (1 326 m) avoisine un mètre fin février, mais a atteint des hauteurs record de 200 à 230 centimètres pour la même période en 1979, 1982 et 1985. Toutefois, l'enneigement moyen, qui a diminué de moitié depuis cinquante ans, est mesuré à cinquante centimètres en moyenne depuis dix ans au cours de l'hiver. Ainsi, depuis les années 2000, la neige se maintient en moyenne 150 jours par an au col de Porte, soit trente jours de moins que dans les années 1960 ; la présence d'un manteau neigeux supérieur à un mètre a reculé de quinze jours tous les dix ans en moyenne sur la même période. Cette observation coïncide avec une hausse des températures de 1,4 °C depuis un demi-siècle sur une période du 1er décembre au 30 avril.

### Faune et flore
Parmi les mammifères recensés figurent le chamois et des chiroptères : la Barbastelle d'Europe, la Sérotine de Nilsson et l'Oreillard septentrional. La présence du Lynx boréal est également avérée. Le chevreuil, le sanglier et le cerf fréquentent la Chartreuse centrale. Les oiseaux présents au Charmant Som sont en particulier l'Aigle royal, le Tichodrome échelette, le Chocard à bec jaune et le Tétras lyre. La Rosalie des Alpes est une espèce de coléoptère protégée.

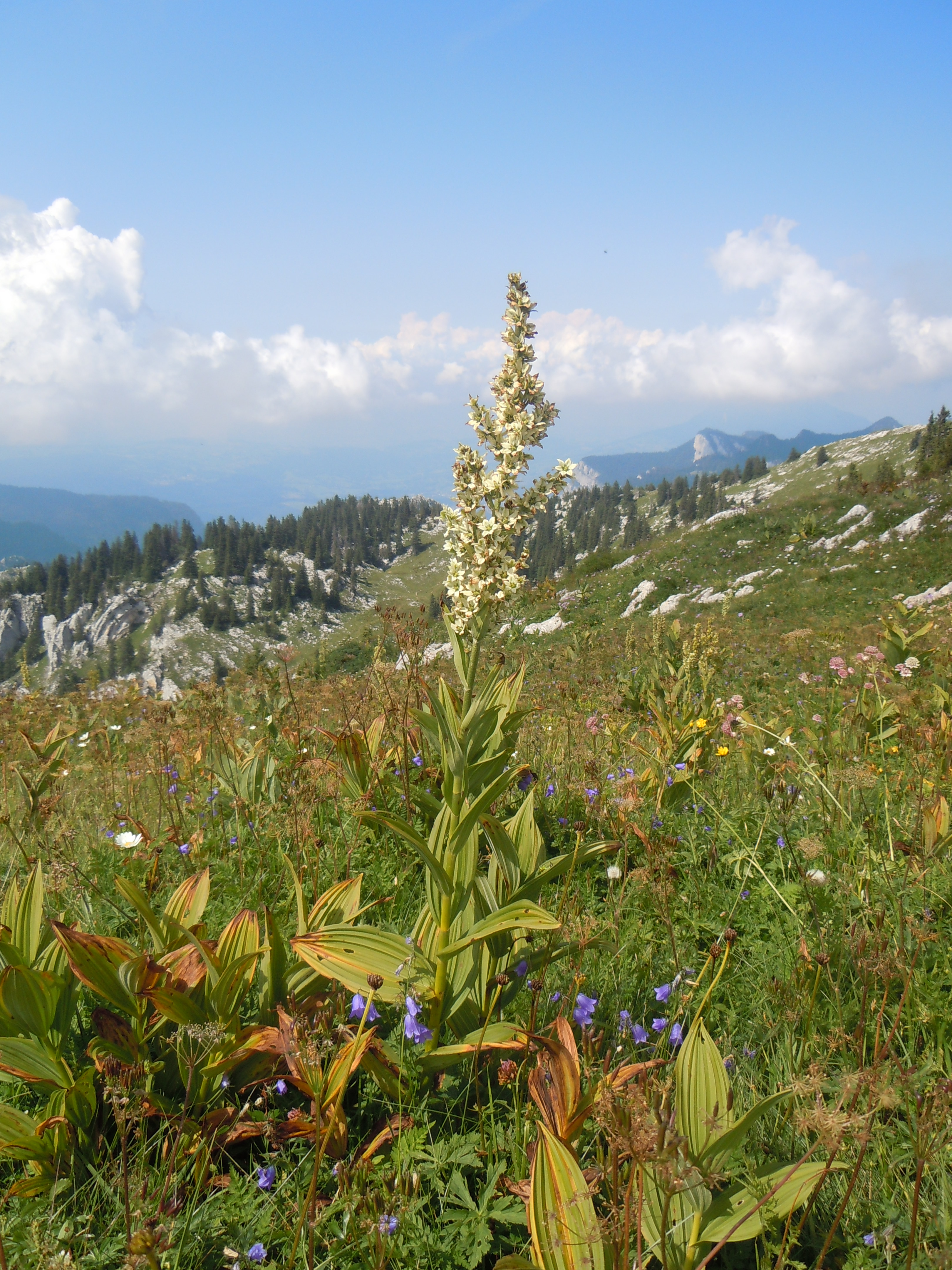
Vérâtre blanc dans les alpages du Charmant Som ; souvent confondu avec la Gentiane jaune une fois sec, il est toxique pour l'homme comme pour le bétail, qui en consomme toutefois en petite quantité à l'automne.

Les rochers et forêts d'Érable sycomore ou d'Épicéa commun, sont remarquables pour la diversité floristique et comptent des espèces protégées rares. Parmi celles-ci figurent le Sabot de Vénus,. Les autres espèces recensées dans ces milieux sont l'Aconit anthore, l'Aconit paniculé, l'Ail de la Sainte-Victoire, l'Arabette à feuilles de serpolet, le Buplèvre à longues feuilles, la Campanule à larges feuilles, la Centranthe à feuilles étroites, la Dorine à feuilles opposées, la Circée des Alpes, la Clématite des Alpes, le Cystoptéris des montagnes, le Daphné des Alpes, le Gaillet oblique, le Gaillet des Alpes occidentales, la Gentiane croisette, l'Orchis odorant, l'Avoine soyeuse, l'Épervière de Lawson, le Millepertuis à sous, la Balsamine des bois, le Laser de France, la Limodore à feuilles avortées, la Listère cordée, la Lunaire vivace, la Minuartie à feuilles capillaires, l'Orobanche du sermontain, le Peucédan à feuilles de carvi, le Polystic à aiguillons, le Polystic à soies, la Potentille luisante, la Primevère oreille d'ours, l'Orpin rose, la Saxifrage fausse mousse et la Tozzie des Alpes. La Pensée des Alpes, le Narcisse jaune, l'Orchis sureau, le Trolle d'Europe, la Nigritelle noire, le Lis martagon, la Gentiane à feuilles étroites et le Vérâtre blanc fleurissent généralement les 200 hectares d'alpages, dont le maintien repose sur la pratique du pastoralisme,.

## Histoire
Au Moyen Âge, le Charmant Som est d'abord la propriété de l'abbaye de Bonnevaux, fondée sur l'actuelle commune de Villeneuve-de-Marc, qui pratique vers la montagne une courte transhumance depuis les Terres froides. Elle est ensuite cédée à la Grande Chartreuse, quelques décennies après sa fondation en 1084 dans le vallon de Saint-Bruno, face au Charmant Som. L'alpage est déboisé afin de faire paître les troupeaux. L'oratoire d'Orgeval, dédié à saint Pierre, est construit vers 1535 afin de marquer la limite méridionale des possessions du monastère. À la suite de la Révolution, en 1790, l'alpage devient bien national, puis est vendu à l'hospice de Grenoble en 1807. La présence d'une croix sommitale est attestée dès 1902. Après la Première Guerre mondiale, il est racheté par les Eaux et Forêts qui le louent par adjudication à des bergers provençaux, lesquels rétablissent la transhumance, avec pour conséquence la perte momentanée de la production locale de fromages.

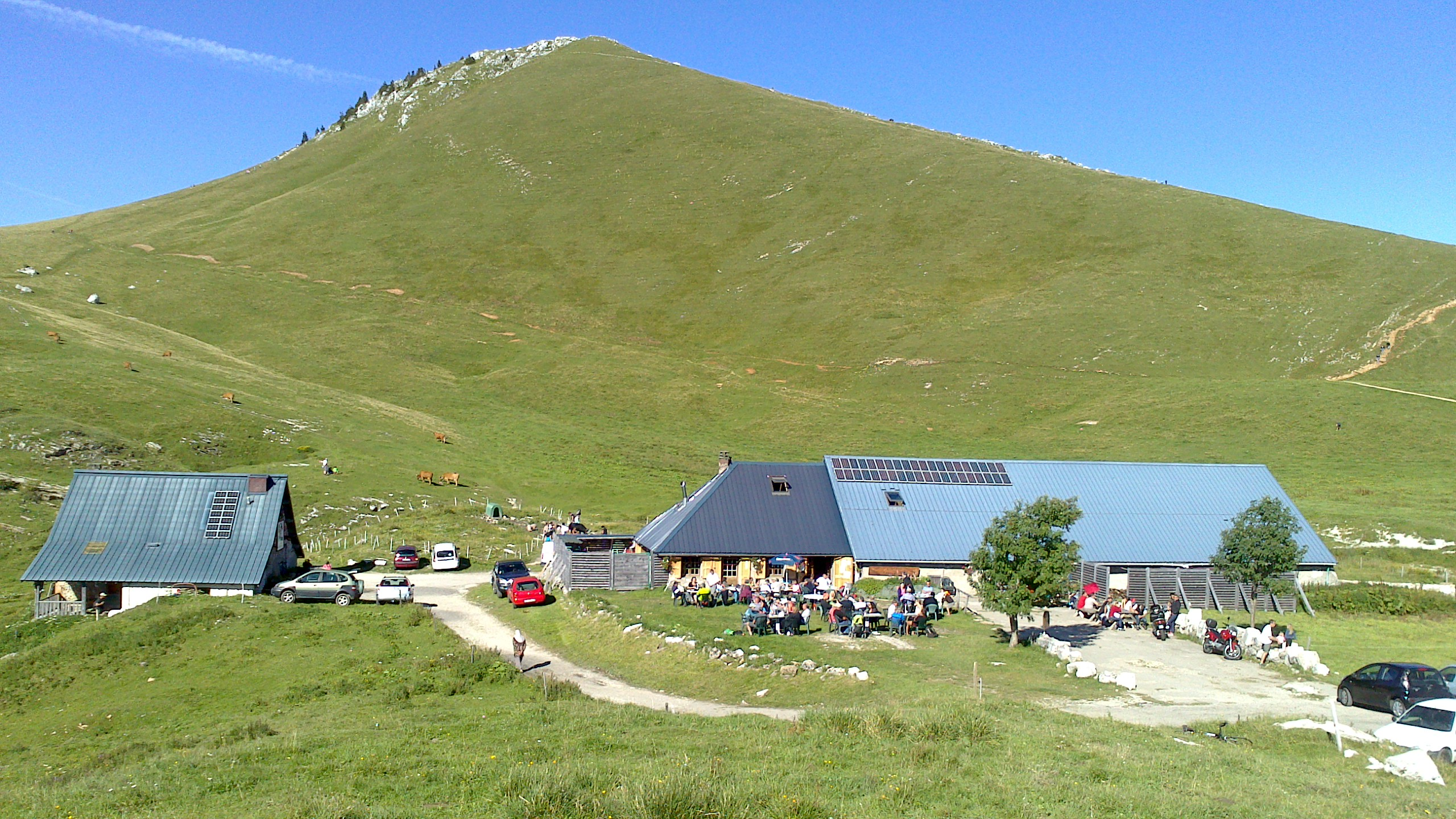
Vue contemporaine des chalets du Charmant Som sous l'antécime méridionale.

Ces mêmes bergers en profitent toutefois, de 1932 à 1937, pour construire l'actuelle route à la place de l'ancien sentier muletier menant vers les alpages. Le Touring club de France, présent à Saint-Pierre-de-Chartreuse depuis la fondation d'un syndicat d'initiative en 1905 et encouragé par le classement de la commune comme station climatique, participe à la viabilisation de la route. Il reprend également une grande partie des anciens haberts pour les transformer en un chalet, inauguré en septembre 1937.
En 1941, en pleine période de pénurie provoquée par la Seconde Guerre mondiale, les Eaux et Forêts décident de louer les alpages à un entrepreneur des Adrets, qui en donne aussitôt la gestion à un habitant de Theys, le bétail étant conduit en estive depuis ces deux villages dauphinois du pied de Belledonne vers le massif de la Chartreuse. Dans le même temps, des camps de Jeunesse et Montagne et des Chantiers de la jeunesse française sont implantés au Charmant Som, au col de Porte et à la Malamille. D'abord soutenus par le régime de Vichy, ces camps font acte de résistance, à la fin de la guerre, en accueillant  des réfractaires au service du travail obligatoire entrés dans le maquis.
Le gouffre Criska est découvert en 1962 à l'aide du chien éponyme, du Spéléo-club cartusien, puis exploré par un membre des Spéléos grenoblois du Club alpin français. Dans les trois années suivantes, la profondeur de −230 mètres est atteinte. Durant l'été 1967 et le printemps 1968, le Spéléo-groupe de Fontaine-La Tronche fait face à plusieurs obturations ; ils procèdent à des élargissements artificiels par dynamitage. Les mois suivants, ils effectuent des explorations en profondeur et atteignent −700 mètres. En 1969, le mauvais temps contraint les spéléologues à explorer le haut du réseau ; ainsi, les liaisons sont effectuées entre le gouffre Criska et la grotte de la Vire, le puits de l'Escalade, le puits des Corneilles, puis le puits de l'Aura qui devient l'entrée la plus haute du réseau à 1 614 mètres d'altitude. Finalement, le 27 septembre 1970, la profondeur terminale de −740 mètres est atteinte ; la partie haute du réseau est déséquipée,. Le gouffre est renommé puits Kriska. Le réseau Ded, baptisé en hommage à André Méozzi, fait un temps partie, en 1976, des vingt cavités les plus profondes du monde.

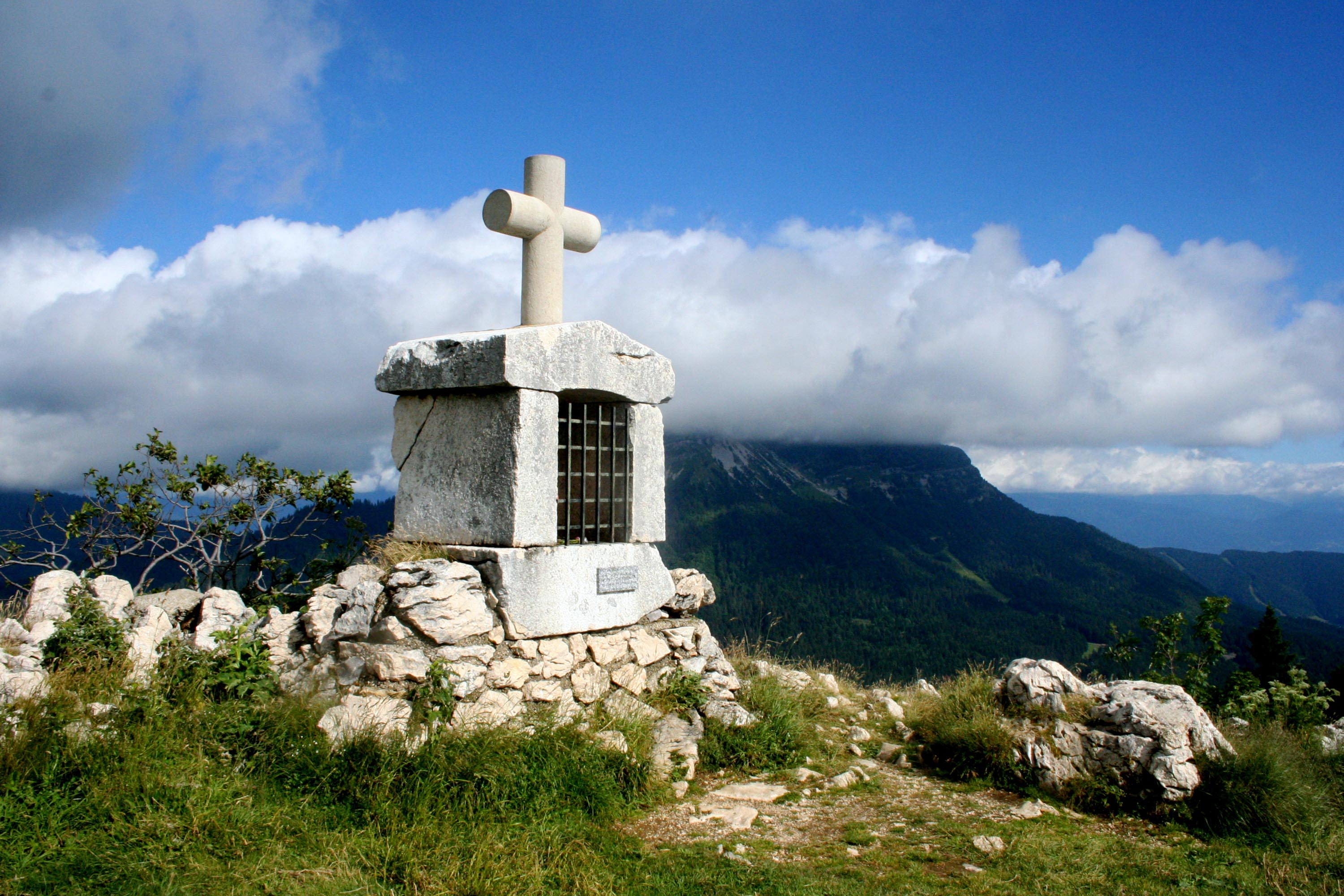
Vue de l'oratoire d'Orgeval, avec Chamechaude en arrière-plan dans les nuages.

Un télésiège trois places est installé en 1978. Construit par Poma avec un système d'attaches fixes, il s'agit d'un des premiers de la sorte en France. Il présente une longueur de 1 763 mètres pour un dénivelé de 502 mètres, avec une gare d'arrivée à proximité de l'extrémité méridionale des alpages, au-dessus du vallon de Canaple. Bien que rattaché au domaine du col de Porte, il est entièrement situé sur la commune de Saint-Pierre-de-Chartreuse. En raison du manque d'investissements et après plusieurs vandalismes, l'exploitation s'arrête au milieu des années 2000 ; contrairement au reste de la station du col de Porte, le télésiège n'est pas remis en fonctionnement à partir de 2009.
En 1992, l'oratoire d'Orgeval est restauré et déplacé au bord de la route, à l'endroit où elle débouche de la forêt vers les alpages. Finalement, en 1993, l'exploitation de l'alpage du Charmant Som revient à des Savoyards. La croix sommitale échappe à la vague de vandalismes que subissent plusieurs croix du massif de la Chartreuse au début de l'année 2000 et en décembre 2001, ; elle bénéficie d'un remplacement en 2006.

## Activités

### Économie

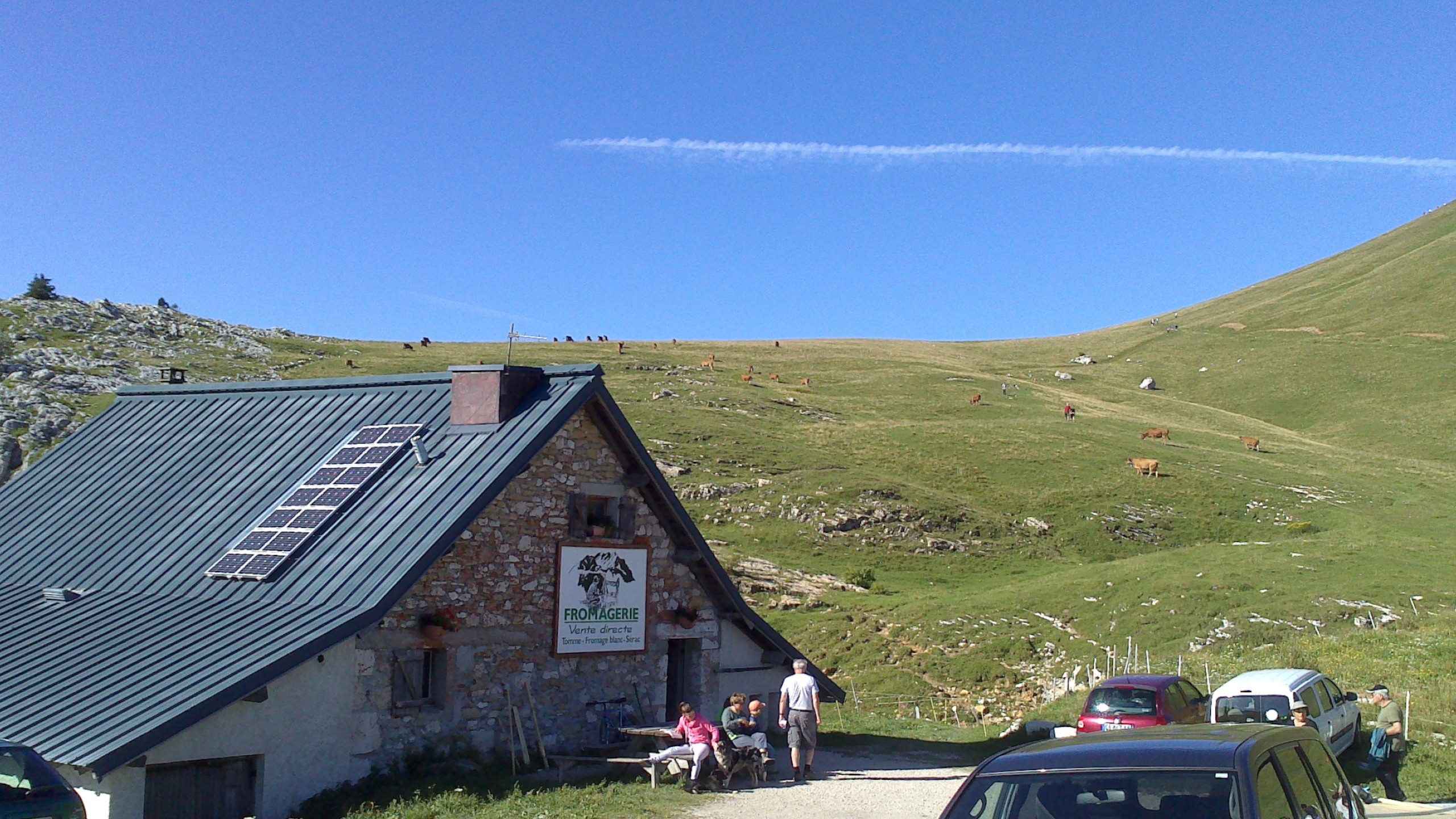
Vue de la fromagerie et du bétail en arrière-plan.

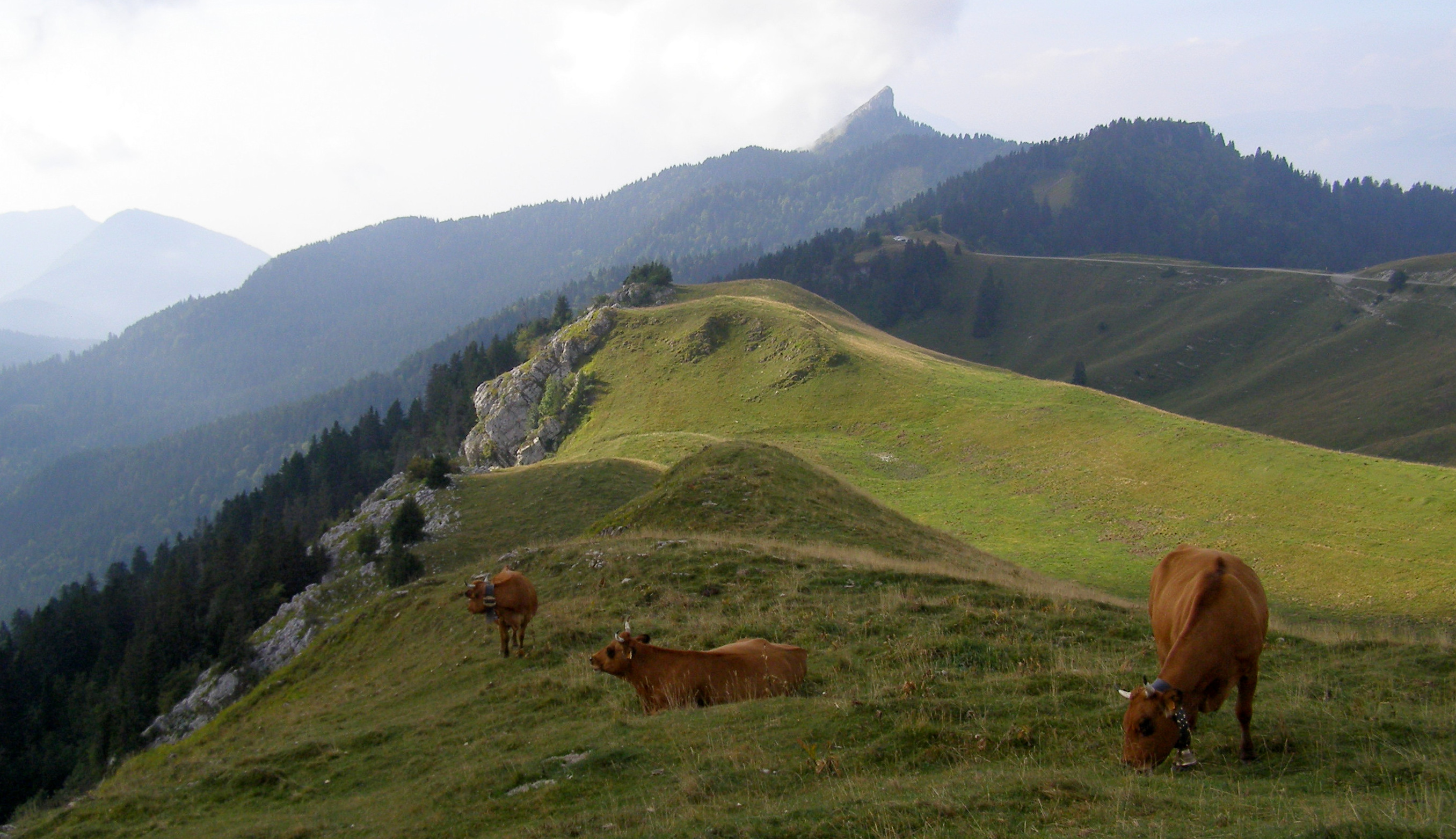
Vue d'un alpage avec quelques vaches sur l'arête sud du Charmant Som.

L'auberge au sommet du Charmant Som est exploitée par les éleveurs bovins de juin à fin septembre,. Le bétail pâture alternativement dans quatre parcs différents et n'a généralement pas besoin de la surveillance d'un berger, ; il compte entre 60 et 80 vaches de racine tarine pour une traite moyenne de 800 litres de lait. Faute de source, l'eau est montée par camion-citerne,. Le lait est transformé directement en fromage. Le sérac, un temps considéré comme un « fromage du pauvre », fait un retour en force ; il peut être consommé en salade. De la tomme baujue et de la faisselle de fromage blanc sont également fabriquées,. Environ 70 % de la production sont consommés par les touristes, à qui le repas est servi à l'auberge, ou vendus directement sur place à la fromagerie.

### Randonnée
L'itinéraire classique en randonnée pédestre commence aux chalets du Charmant Som, à l'extrémité de la route départementale D57d accessible depuis le col de Porte. L'été, ils offrent une cinquantaine de lits ; en hiver, l'étable reste ouverte et il est possible de dormir sur la paille. Le sentier remonte sans difficulté la crête méridionale au-dessus des alpages jusqu'à l'antécime sud. Deux cents mètres la sépare de la cime principale. Le sentier, fréquenté par 10 000 à 20 000 personnes chaque année, a été aménagé en 2007 afin d'enrayer l'érosion des sols. L'ancien sentier permet, depuis les chalets, d'accéder au sommet en passant à l'ouest sous l'antécime, puis en remontant par des pierriers dans une petite combe.

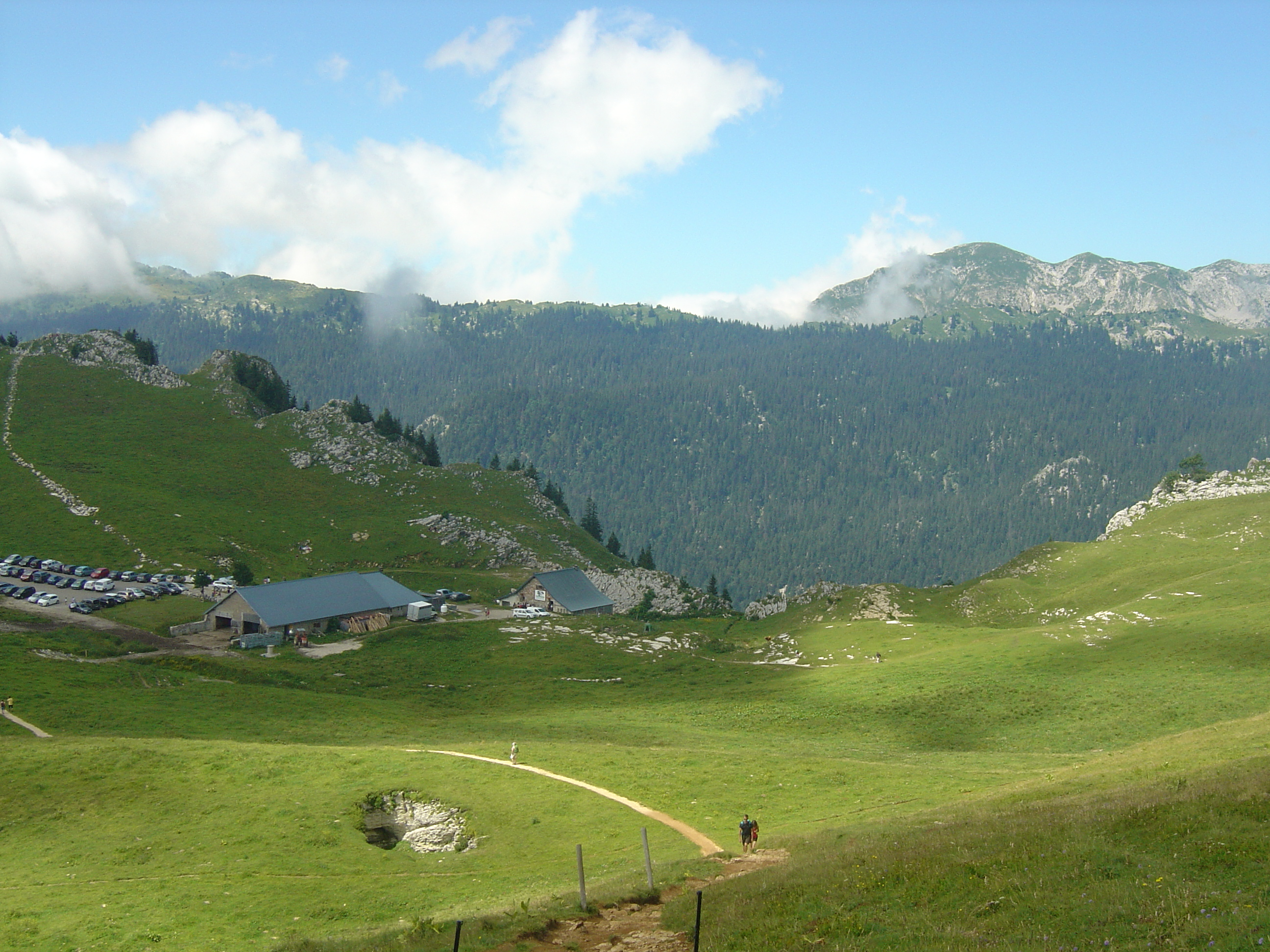
Vue depuis le sentier classique sur les chalets.
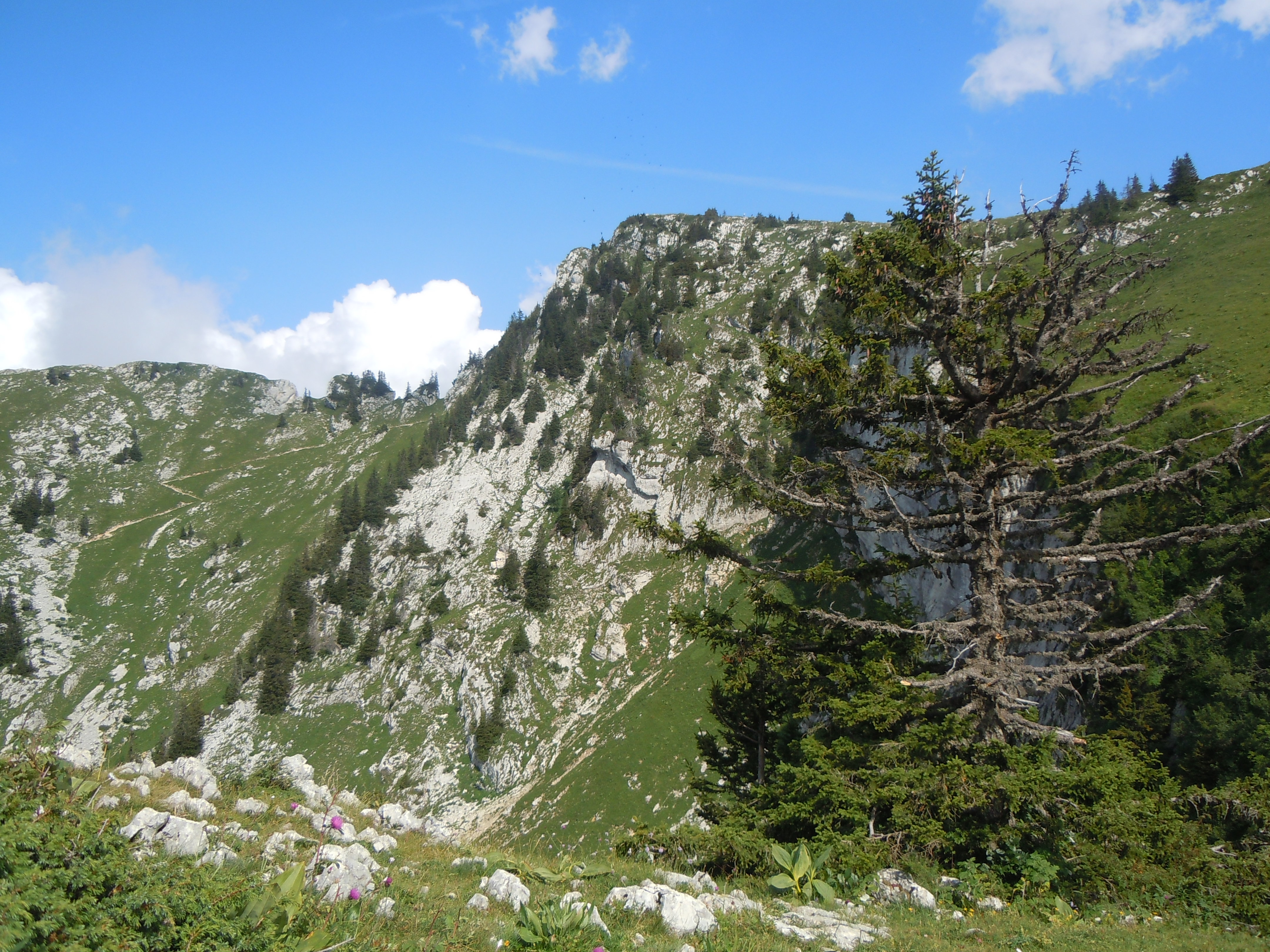
Vue du sentier alternatif par l'ouest.

Trois itinéraires pédestres permettent de rejoindre la route à proximité de l'oratoire d'Orgeval, dans les alpages au sud : au départ du col de la Charmette en passant par le Fournel sur le versant occidental, par le GR du Tour de Chartreuse depuis le col de Porte en traversant le flanc nord-est de la Pinéa et le long de la balme de l'Air sur la crête méridionale, ou au départ du hameau des Cottaves sur le versant oriental,.
Depuis le nord-est, l'ascension s'effectue par le Collet puis en traversant les dalles de la face orientale jusqu'au sentier principal menant à l'antécime puis au sommet. Le Collet est accessible soit au nord depuis le vallon de Valombré, soit au nord-est par un sentier non balisé le long de l'arête de Bérard, soit à l'est par le GR du Tour de Chartreuse au départ du hameau de la Martinière, qui peut également être rejoint depuis le hameau des Revols,,. La cabane de Frettevieille, au-dessus de la Martinière, peut servir d'abri sommaire avec de la paille mise à disposition.

### Autres activités sportives

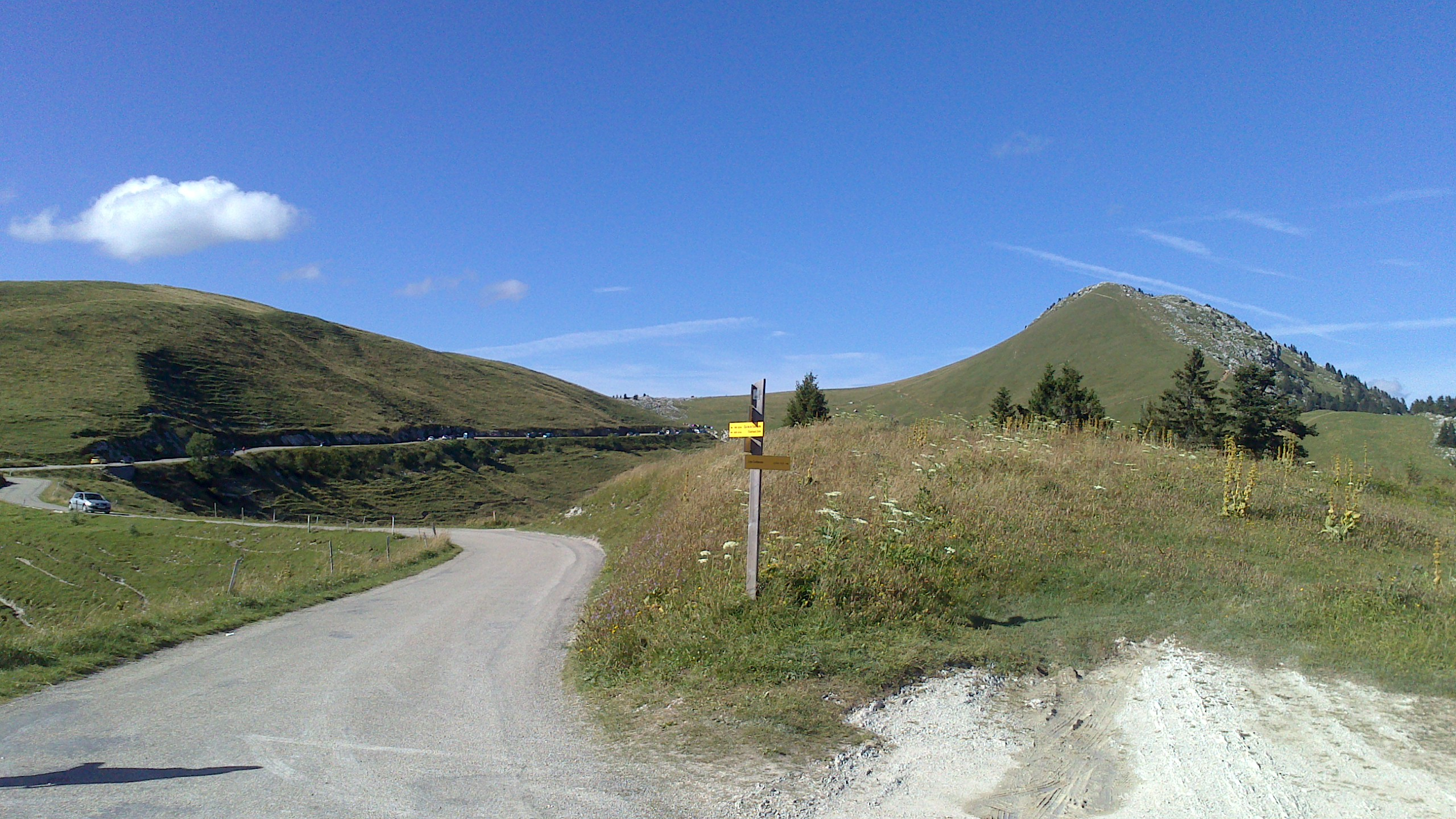
Vue de la route du Charmant Som au sortir de la forêt.

L'ascension, à vélo, jusqu'aux chalets, par la route départementale D57d depuis le col de Porte est longue de 5,6 kilomètres, dont près de 4,5 kilomètres en forêt. Elle propose une pente moyenne d'environ 6,1 % (7,5 % en excluant les premiers 1 500 mètres en faux-plat) avec un passage à 11 %.
La route du Charmant Som étant fermée en hiver, il est possible d'effectuer l'ascension complète en ski de randonnée depuis le col de Porte jusqu'aux chalets, puis jusqu'à la cime par les alpages enneigés. Ce tracé a servi de parcours de repli lors de l'épreuve de ski de fond de la Traversée de Chartreuse en 2011. Malgré la fermeture du télésiège, l'ancienne piste rouge reste praticable en ski de randonnée entre son extrémité aval et son croisement avec la route sous Canaple. L'itinéraire des Cottaves est envisageable à la montée comme à la descente, tout comme le couloir nord-ouest depuis le col de la Charmette ou le Collet depuis la Malamille. La balme de l'Air s'effectue en traversée depuis le mont Fromage, entre la Pinéa et l'oratoire d'Orgeval. Les dalles de la face orientale peuvent être empruntées à la descente mais représentent l'itinéraire le plus technique (cotation 4.3) avec des pentes à 40 ou 45°. Différentes boucles sont praticables autour du sommet, en passant par l'Oursière, Pré Bâtard, la combe de l'If, l'arête de Chamechine, le couloir nord-ouest, le Promontoire ou encore le Collet,,,,.

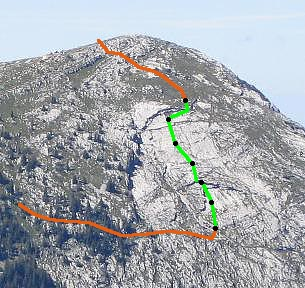
Tracé de la voie d'escalade dans les dalles de la face est du Charmant Som.

La partie haute des dalles calcaires de la face est permet une initiation à l'escalade dans une voie cotée 3c. Elle est accessible depuis le sentier entre les chalets et le Collet et remonte sur une centaine de mètres de dénivelé en direction du sommet pour se terminer en randonnée. Il est possible de débuter depuis la partie basse des dalles, sous le sentier, en effectuant la marche d'approche depuis le hameau des Revols. Les difficultés, légèrement supérieures à la partie haute (cotation 4b), présentent un dénivelé de 130 mètres dans une voie également plus variée. La voie du Dièdre oublié, ouverte en 1996, est située dans le versant occidental et présente des passages cotés 6b pour une hauteur totale de 80 mètres.

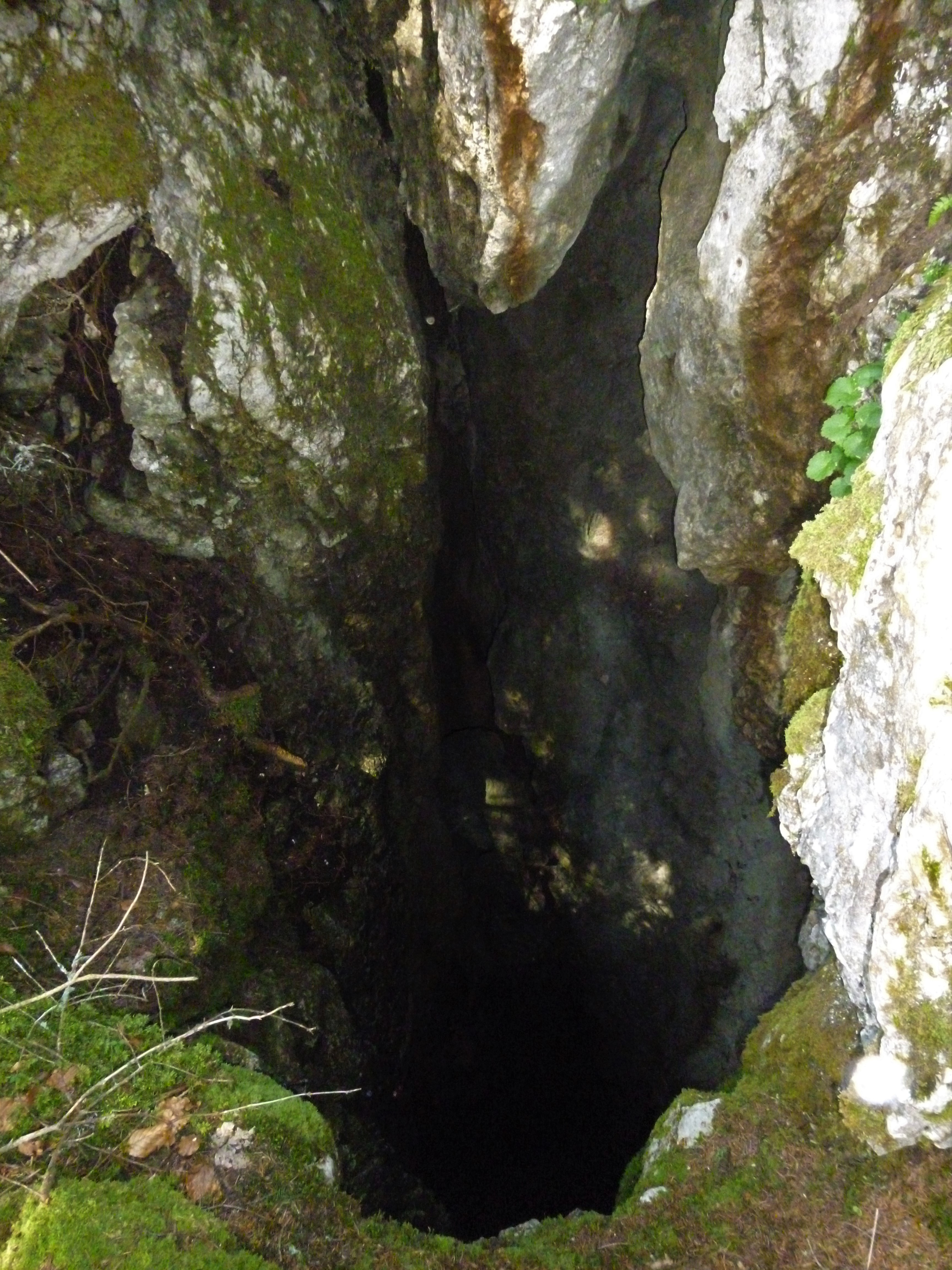
Vue de l'entrée du gouffre Kriska.

Le puits Kriska est accessible aux spéléologues depuis le Collet, à 1 558 mètres d'altitude, environ 300 mètres au nord-est du sommet. Le réseau Ded s'enfonce ensuite dans le calcaire urgonien par une série de puits et de galeries étroites. Des colorants ont mis en évidence en 1991 sa résurgence située à la Porte de l'Enclos dans les gorges du Guiers Mort, à 780 mètres d'altitude, à l'extrémité de l'arête de Bérard. La partie explorée se termine donc quarante mètres plus haut, par un siphon à trois kilomètres de la source. Il s'agit de la cavité la plus profonde de Chartreuse,,,.
Le sommet du Charmant Som est un site d'envol en parapente. L'aire de décollage se trouve dans les dalles calcaires en face orientale et bénéficie de bonnes conditions aérologiques en matinée. L'atterrissage se fait au hameau des Revols ou au village de Saint-Hugues, sur la commune de Saint-Pierre-de-Chartreuse,.

### Protection environnementale
Le Charmant Som est situé au sein du parc naturel régional de Chartreuse, qui a été créé en 1995 et couvre depuis la révision de sa charte en 2008 767 km2. Le sommet fait également l'objet d'un classement en zone naturelle d'intérêt écologique, faunistique et floristique (ZNIEFF) de type I, qui s'étend sur 1 140,8 hectares des deux crêtes septentrionales de la montagne jusqu'à la Pinéa en incluant les alpages. Enfin, le versant septentrional de la montagne, jusqu'aux gorges du Guiers Mort au nord et au col de la Grande Vache à l'ouest, fait partie d'une zone Natura 2000 destinée à préserver la biodiversité sur 2 329 hectares sous l'appellation « Ubacs du Charmant Som et gorges du Guiers Mort ». Elle est reconnue site d'intérêt communautaire depuis 2013.